# Fenton (Louisiana)
Fenton és una població dels Estats Units a l'estat de Louisiana. Segons el cens del 2000 tenia 380 habitants.

## Demografia
Segons el cens del 2000, Fenton tenia 380 habitants, 141 habitatges, i 101 famílies. La densitat de població era de 357,9 habitants/km².
Dels 141 habitatges en un 41,1% hi vivien nens de menys de 18 anys, en un 48,9% hi vivien parelles casades, en un 17,7% dones solteres, i en un 27,7% no eren unitats familiars. En el 26,2% dels habitatges hi vivien persones soles el 14,2% de les quals corresponia a persones de 65 anys o més que vivien soles. El nombre mitjà de persones vivint en cada habitatge era de 2,69 i el nombre mitjà de persones que vivien en cada família era de 3,23.
Per edats la població es repartia de la següent manera: un 32,9% tenia menys de 18 anys, un 10,3% entre 18 i 24, un 25% entre 25 i 44, un 21,3% de 45 a 60 i un 10,5% 65 anys o més.
L'edat mediana era de 31 anys. Per cada 100 dones de 18 o més anys hi havia 83,5 homes.
La renda mediana per habitatge era de 21.125 $ i la renda mediana per família de 25.625 $. Els homes tenien una renda mediana de 25.417 $ mentre que les dones 21.250 $. La renda per capita de la població era de 9.958 $. Entorn del 29,1% de les famílies i el 33,3% de la població estaven per davall del llindar de pobresa.

## Poblacions més properes
El següent diagrama mostra les poblacions més properes.